# Joaquín Achúcarro
Joaquín Achúcarro Arisqueta (Bilbao, 1º novembre 1932) è un pianista spagnolo di origine basca.

## Biografia
Debuttò a 13 anni nel 1946 con un concerto di Wolfgang Amadeus Mozart nella sua città natale, Bilbao. Era indeciso riguardo al suo futuro musicale, e si iscrisse, come voleva la tradizione di famiglia, alla facoltà di Fisica dell'Università di Madrid. La sua decisione la prese l'anno seguente, quando abbandonò l'università e si iscrisse all'Accademia Chigiana, dove ottenne diversi riconoscimenti.
Dopo i vent'anni cominciò a girare l'Europa continuando a studiare con diversi insegnanti, tra cui Walter Gieseking e Nikita Magaloff. Nel 1959 debuttò ufficialmente con la London Symphony Orchestra. Da allora, la sua attività concertistica ha coperto tutto il globo.
Dagli anni ottanta del XX secolo insegnò alla Southern Methodist University del Texas, restando tuttavia culturalmente attivo anche in Spagna.
È titolare della cattedra di pianoforte presso l'Accademia Chigiana di Siena.